# Trichoneura weberbaueri
Trichoneura weberbaueri är en gräsart som beskrevs av Pilg.. Trichoneura weberbaueri ingår i släktet Trichoneura och familjen gräs. Inga underarter finns listade i Catalogue of Life.